# San Giovanni a Carbonara
San Giovanni a Carbonara je gotička crkva u Napulju, južna Italija . Nalazi se na sjevernom kraju Via Carbonara, odmah izvan onoga što je nekad bio istočni zid starog grada. Ovo mjesto namijenjeno skupljanju i spaljivanju otpada izvan gradskih zidina u srednjem vijeku dobilo je ime carbonara (što znači "nosač ugljena").

## Povijest
Samostanski/crkveni kompleks San Giovanni osnovali su augustinci 1343. godine. Crkva je započeta u stilu Gotico Angioiano, ali je dovršena početkom 15. stoljeća pod kraljem Ladislav Napuljski, koji je crkvu pretvorio u počast posljednjem od anžuvinskih vladara Napulja poput Panteona.
Lijevo od ulaza, gotovo kod Via Carbonara nalazi se Kapela Sansevero (Pietatella).

## Arhitektura i dekoracija
Sadašnje pročelje sa svojim scenografskim ulazom u stubište sagradio je 1707. ili 1708. Ferdinando Sanfelice. Održava gotički portal s lunetom koju je freskama izradio Lombardinac Leonardo da Besozzo.
Unutrašnjost je u tlocrtu latinskog križa, s pravokutnom lađom. Glavni oltar ukrašen višebojnim mramorom potječe iz 1746. godine. Apsida sadrži Ladislavovu grobnicu koju je njegova sestra kraljica Ivana II. naručila od kipara Andrea Ciccionea. Ciccione je dovršio i grobnicu Sergiannija Caracciola.
Među glavnim kapelama su sljedeće:
- Kapela Miroballo (Cappella Miroballo) - posvećena svetom Ivanu Krstitelju, a ukrasili su je lombardski umjetnici uključujući Malvita i Jacopa della Pila. Ovdje je grobnicu Antonija Miroballa dovršio Lorenzo Vaccaro i bila je dovršena prije fresaka San Nicola da Tolentino iz 15. stoljeća.
- Kapela Caracciolo del Sole (Cappella Caracciolo del Sole) - Blizu apside, u koju se ulazi prolazeći ispod pogrebnog spomenika kralju Ladislavu. Ova kapela u renesansnom stilu ima freske Perinetta i Leonarda da Besozza te grobnicu Sergiannija Caracciola.
- Kapela Caracciolo di Vico (Cappella Caracciolo di Vico) - Ovu su kapelu također dovršili renesansni slikari, a uključivala je i radove kipara kao što su Giovanni da Nola, Girolamo Santacroce, Giovanni Domenico D'Auria, Annibale Caccavello i Girolamo D'Auria .
- Kapela Somma (Cappella Somma) - Lijevo od ulaza ovu kapelu podigli su 1557.-1566. D'Auria i Caccavello.
- Kapela Seripando (Capella del Corcifisso) - u potonjoj se nalazi Raspeće Giorgija Vasarija .

Crkva također sadrži kip Madone delle Grazie (1578.) Michelangela Naccherina, te sakristiju čiji je dekorativni plan formulirao Giorgio Vasari, uz pomoć Cristofana Gherardija .
Crkva je obnovljena 1856. godine, ali je teško oštećena savezničkim bombardiranjem 1943. godine.

## Vanjske poveznice
|  | Zajednički poslužitelj ima još gradiva o temi San Giovanni a Carbonara |